# Cymbidium sinense
Cymbidium sinense là một loài thực vật có hoa trong họ Lan. Loài này được (Jacks.) Willd. mô tả khoa học đầu tiên năm 1805.

## Hình ảnh

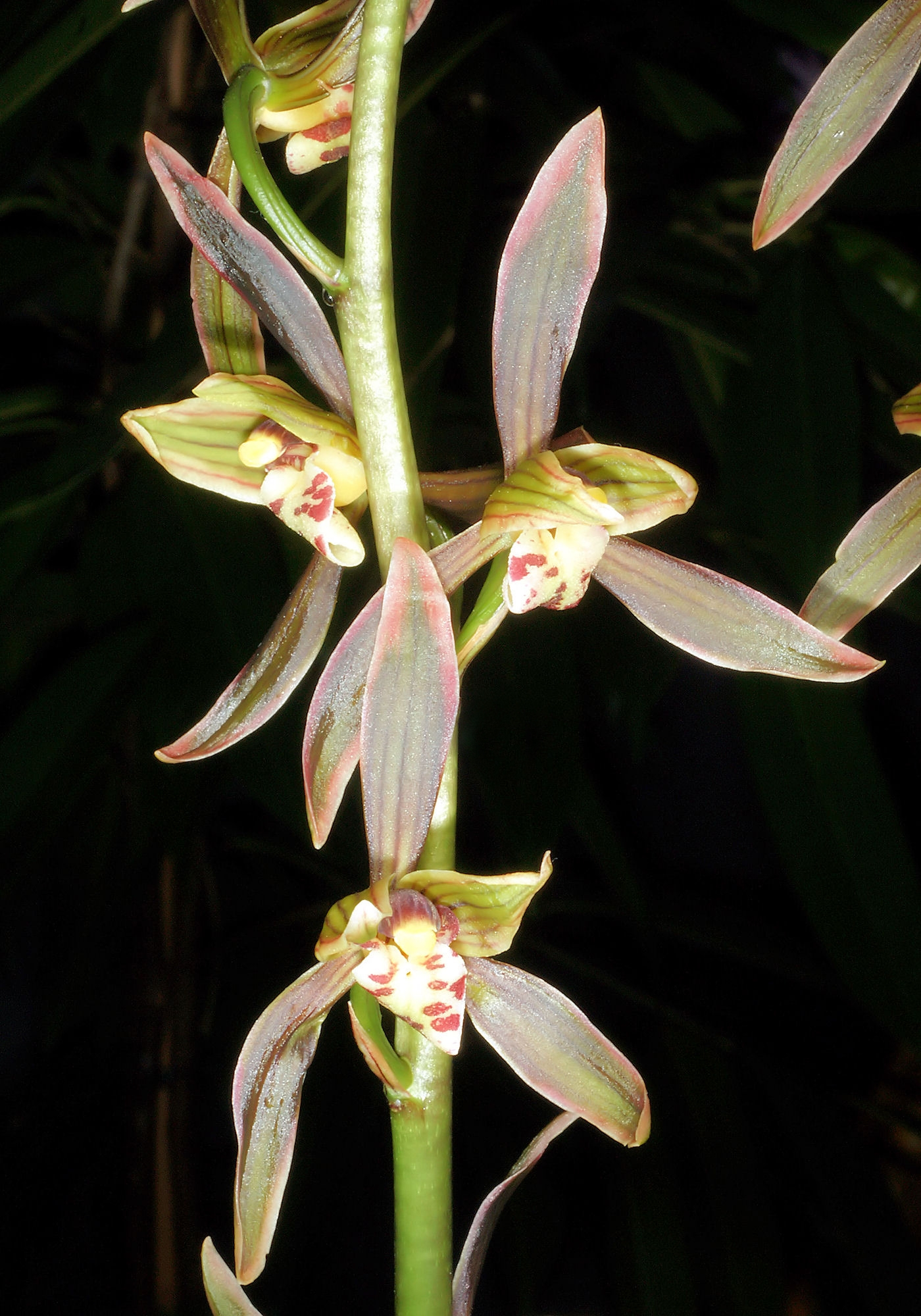
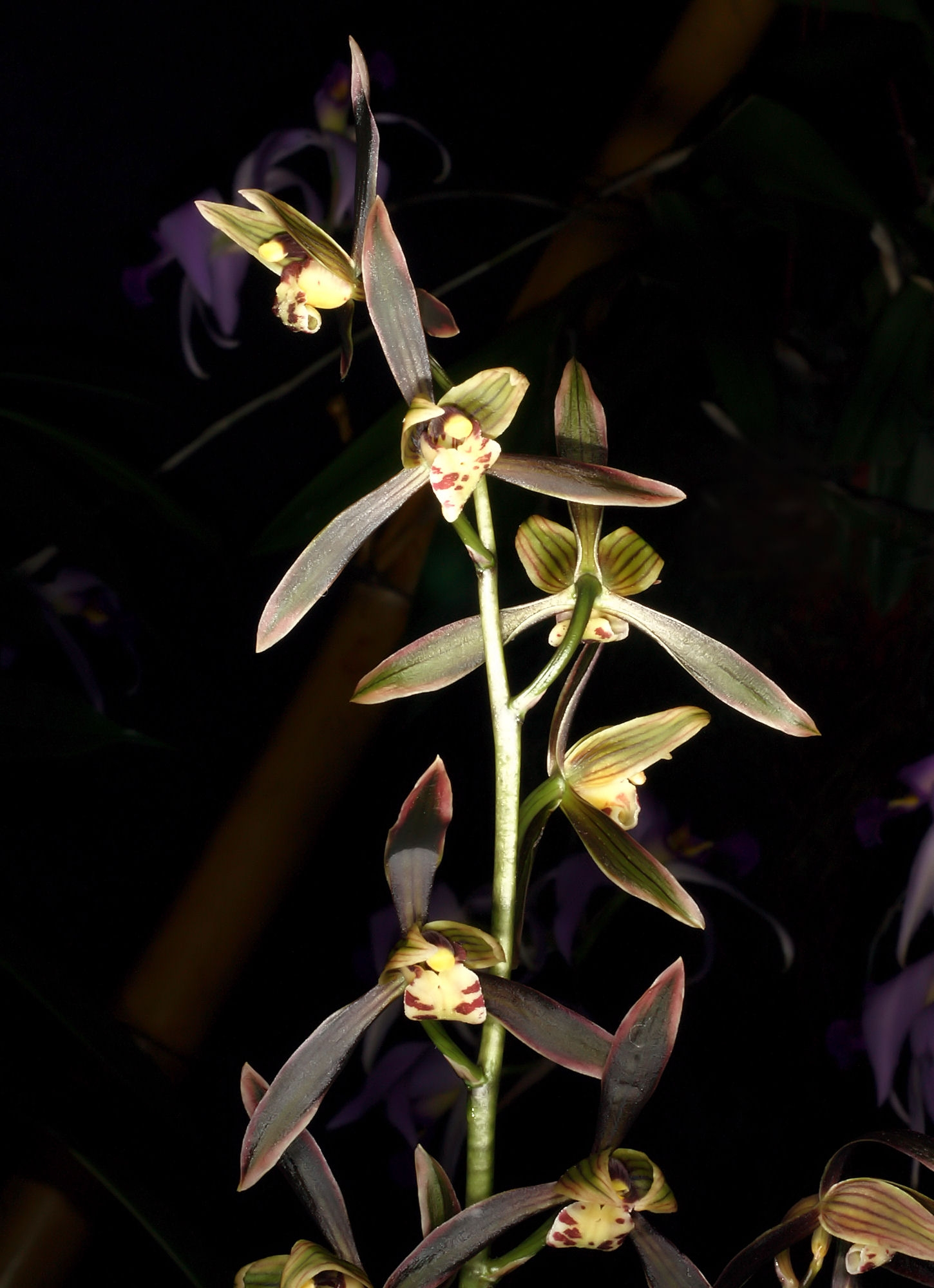